# Habitatge al carrer Ample, 21 (Barcelona)
L'Habitatge al carrer Ample, 21 és un edifici de Barcelona catalogat com a bé cultural d'interès local.

## Història
El maig del 1784, el sastre Domènec Miró va ser nomenat diputat del comú de l'Ajuntament de Barcelona. Just un any després, en acabar el seu mandat, va demanar permís per a convertir en balcons les finestres de l'entresol al carrer d'en Carabassa. A la seva mort, va ser enterrat a la capella de Sant Serapi de la Basílica de la Mercè.
A mitjans del segle xix, el propietari era el missioner paül Manuel Fermí Fàbregas i Miró (1812-1871), fill de Narcís Fàbregas i Gertrudis Miró.

## Descripció
Es tracta d'un immoble en cantonada de planta baixa i tres pisos. La planta baixa, que presenta dos locals comercials, és molt alta i prou espaiosa. El local de la cantonada conserva una estètica propera d'inicis del segle xx. A la banda del carrer d'en Carabassa, on es troba l'accés principal, també hi ha un finestral de la mateixa botiga i dos petits balcons a mitja alçada que es deuen correspondre amb el magatzem.
El primer pis presenta al carrer Ample dues grans obertures unides per una balconada de ferro forjat senzilla i sòl de rajola vidrada. Al carrer d'en Carabassa, aquesta formació es veu modificada. Hi trobem dos balcons independents en primer lloc, seguits d'una finestra allindada i una porta amb arc escarser. La segona planta, ja d'unes dimensions més modestes, presenta ja els balcons independents tot i que la forja i el sòl de rajola vidrada continua igual en tota l'estructura. Al carrer d'en Carabassa es segueix un mateix patró que en la planta baixa, amb dos balcons independents i una petita finestra.
En termes generals, a partir del segon pis, el parament és arrebossat, excepte a les vores de les obertures. En realitat, tot l'edifici està bastit amb amb carreus motllats, i només l'arrebossat li confereix aquest aspecte. El coronament té un ràfec amb tortugada sustentada per diversos nivells de rajols en volada que formen dentellats.